# ベルンハルト・シンドバーグ
ベルンハルト・アルプ・シンドバーグ（デンマーク語: Bernhard Arp Sindberg、中国語: 伯恩哈尔・阿尔普・辛德贝格、1911年2月19日 - 1983年）は、デンマーク出身の実業家。南京戦の際にドイツ人のカール・ギュンターと難民を保護した。

## 経歴
オーフス生まれ。1934年中国に渡り、1937年12月南京市郊外のセメント工場に赴任した。のちアメリカ合衆国に移民し、カリフォルニア州で没した。

## 南京事件に関して
上海事変当時、シンドバーグは上海で英デイリー・テレグラフ社の記者ペンブローク・スティーブンスの運転手として働いていたが、1937年11月スティーブンスは誤って日本軍に射殺される。その後、シンドバーグはデンマークの F.L. Smidth 社に南京郊外に建設中の江南セメント工場の警備のために雇われ、12月2日にそこに到着する。そこにいたドイツ人カール・ギュンター博士とともに、シンドバーグはこの工場を爆撃からまもるため屋根にデンマーク国旗を描きドイツとデンマークの旗を掲げたところ、それに気づいた現地の民間人が殺到、彼らはそれら6000～1万人の難民を受入れ、仮設の病院を作り、治療などをほどこし、また、車を走らせて難民のために国際赤十字から薬・食糧・衣服等を集めることを繰り返していたという。中国は、シンドバーグ氏に助けられた市民は約2万人に上るとしている。シンドバーグは、1937年12月の南京戦で日本軍によって南京が陥落したあと、1938年2月の手紙で、近辺に同様な難民施設を設けていた棲霞山寺の高僧からの依頼で、日本軍の暴虐からの保護を海外に求める手紙をドイツ語に翻訳し、連絡した。
棲霞山寺の高僧の1938年1月25日付報告は以下の通り。
- 2万4000人の難民が寺にいて、大半は女子供である。男は射殺されたか、拉致された。
- 1938年1月4日。日本兵がトラック一台にのってやってきて、牝牛を九頭盗み、中国人に屠殺させた。ひまつぶしに近所で数軒の家を焼いた。
- 1月6日。河岸から多くの日本兵が来て、ロバ一頭と寝具18枚を盗んだ。
- 1月7日。日本兵が一人の婦人と14歳の少女を強姦し、寝具を5枚奪った。
- 1月8日・9日。婦人6人が日本兵に銃剣で脅され強姦された。
- 1月11日。婦人4人が強姦され、酔っぱらった兵隊が寺をかけまわって、小銃を乱射し、多くの者を負傷させた。（民族名無記名）
- 1月13日。多くの兵隊が食糧を大量に没収し、母と娘を強姦。（民族名無記名）
- 1月15日。多くの日本兵が若い女10人を寺で強姦した。一人の泥酔した日本兵が酒と女を出せと要求した。酒は出したが、女は出さなかった。 彼は立腹して銃を乱射しはじめ、少年2人を殺し、また道ばたの一軒の家で70歳の老農婦を殺し、ロバを一頭盗み、家に火をつけた。
- 1月16日。強姦と略奪がくりかえされた。（民族名無記名）
- 1月18日。ロバが三頭盗まれた。（民族名無記名）
- 1月19日。日本兵が寺中を暴れまわり、戸や窓や家具をこわし、ロバを七頭盗んでひきあげた。
- 1月20日頃、別の分遣隊が到着して棲霞山鉄道駅の警備を交替しました。新しい中尉がきてから事態は改善され、寺にも警備兵が一人ついた。

近年、再認識されるようになった資料では、シンドバーグ自身の方の難民施設では、大きな問題は起こらなかったように見えるが、マギーは、そこを訪問した時に日本兵が女を求めてくるので周辺の村長格の者たち10人ほどで警戒に当たっており、彼らが日本兵の要求を拒むがそのために彼らは殴られると語ったことを証言している。シンドバーグの難民施設では大規模な殺人や虐殺はなかったものの、シンドバーグは性的虐待を完全に阻止することはできず、1937年12月14日から1938年1月27日までの間に、彼は日本の犯罪の26件を記録し、南京の国際安全委員会に報告書を提出した。南京大虐殺紀念館の朱成山館長は、シンドバーグは日本軍による南京大虐殺の目撃者であると主張する。ただし、日本ではシンドバーグは掠奪や強姦の被害を受けた僧侶の報告を翻訳したにとどまるとしばしば主張される。しかし、シンドバーグは写真を趣味としていたため、日本軍の残虐行為に関するものもを含む、彼が1937-1938年に撮ったとされる写真がテキサス大学オースチン校にコレクションされている(上海事変の写真と南京事件の写真がどこまで区別されているかは不明)。これらは、シンドバーグが平素から撮りためておいたものを身を守るため未現像のまま会社の船荷で密かに運び出し、海外で同僚に現像してもらったものとされ、戦後まで未公開のままとなったものも多いとされる。1938年3月彼は職を解かれ、その後中国を離れる（情勢が落ち着いてきたので単にその時期にあたったためとも考えられるが、日本軍の圧力によるとする説もある。実際に、ベイツは日本軍がシンドバークに不満を持っていたらしきこと、彼が南京を去った後になっても、大使館員がベイツにシンドバークがカメラマンでなかったか質問してきたことを書き残している。）。南京大虐殺紀念館は、シンドバーグの写真や書簡は、日本による南京大虐殺を告発する重要な記録・証拠であるとし、展示にも使われており、訪中したデンマーク女王も閲覧した。また、関係性は不明だが、南京大虐殺紀念館は彼の同僚であったカール・ギュンターの遺族からも南京事件に関する当時の写真の提供を受けている。
2019年9月に行われたオーフスでのシンドバーグ氏の像の除幕式には、デンマーク女王のマルグレーテ2世 も出席した。